# Shawn Mendes (álbum)
Shawn Mendes (também conhecido como Shawn Mendes: The Album) é o terceiro álbum de estúdio do artista musical canadense Shawn Mendes, cujo lançamento ocorreu em 25 de maio de 2018, pela Island Records.

## Antecedentes
O álbum foi gravado durante seis meses, principalmente em Malibu, Califórnia. As sessões de gravação também ocorreram em Port Antonio, Jamaica. Mendes inspirou-se nos artistas musicais Justin Timberlake, Kings of Leon, Kanye West e Daniel Caesar ao fazer o álbum. Em uma entrevista à The Recording Academy, ele declarou:
Para mim, foi apenas sobre explorar-me musicalmente e não apenas manter um gênero, e me permitir criar a música que meu coração realmente queria fazer e entender que não é sobre o gênero, mas é sobre a pessoa e a coesão dentro do gênero. histórias que eu estava contando e com a minha voz. Que eu tenho muito orgulho. Estou orgulhoso do fato de que você pode ouvir o topo deste álbum e ouvir um hino do rock, e depois, no meio do caminho, você está em algum tipo de jam lento e maluco de R&B e então, no final, você está no mundo de cantor/compositor [...]

## Lançamento e divulgação
Para anunciar a data de lançamento, a capa do álbum, e o título, Mendes fez uma transmissão ao vivo no YouTube, com duração de 9 horas, culminando no dia 26 de abril de 2018 à meia-noite. Na promoção do álbum, Mendes fez um show no Forbes Theatres em Hollywood em 17 de maio, que foi transmitido ao vivo pela Apple Music e seguido por um Q&A com o apresentador de rádio Zane Lowe. Mendes passou a semana de 4 de junho no talk show The Late Late Show with James Corden para promover o lançamento do álbum. Para apoiar o álbum, Mendes está em uma turnê, chamada Shawn Mendes: The Tour, que passará pela Europa, América do Norte, Oceania e América Latina, respectivamente, de março a dezembro de 2019.

### Singles
"In My Blood" foi lançada em 22 de março de 2018 como o primeiro single do álbum, e enviada às rádios mainstream em 27 de março. A canção alcançou pico #11 na Billboard Hot 100. O vídeo da música foi lançado em 24 de abril de 2018. Dirigido por Jay Martin, o vídeo mostra Shawn Mendes deitado no chão descalço, enquanto o ambiente começa a mudar. Enquanto ele está cantando, começa a nevar e chover. O vídeo termina com uma foto ampla de Mendes cercado por um jardim de flores.
Em 23 de maio de 2018, Shawn Mendes lançou "Nervous" como o quarto single promocional do álbum, porém a canção se tornou o segundo single do álbum, com seu vídeo lançado em 11 de junho de 2018.
"Lost In Japan" foi lançada como o primeiro single promocional do álbum em 23 de março de 2018. Porém se tornou o terceiro single do álbum com o lançamento de seu vídeo em 25 de outubro de 2018. O clipe conta com a versão comum da música, porém ao fim é adicionado o remix da música, com a participação do DJ Zedd. A canção original estreou em #64 na Billboard Hot 100 e #30 no Reino Unido.
Mendes anunciou o lançamento de outro single promocional, intitulado "Youth", com parceria do cantor Khalid, lançado no dia 3 de maio.Porém a canção se tornou o quarto e último single do álbum com o lançamento de seu clipe no dia 5 de novembro de 2018. "Youth" estreou em #65 na Billboard Hot 100 e #35 no Reino Unido.

### Singles promocionais
Em 18 de maio de 2018, Shawn Mendes lançou "Where Were You In The Morning" como o terceiro single promocional. Contudo, a canção passou a ser o único single promocional do álbum após as outras passarem a ser singles.

## Recepção crítica
| Críticas profissionais  | Críticas profissionais |
| Pontuações agregadas    | Pontuações agregadas   |
| Fonte                   | Avaliação              |
| ----------------------- | ---------------------- |
| Metacritic              | 73/100                 |
| Avaliações da crítica   |                        |
| Fonte                   | Avaliação              |
| The Guardian            | 3 de 5 estrelas.       |
| The Independent         | 4 de 5 estrelas.       |
| The New York Times      | 2.5 de 5 estrelas.     |
| London Evening Standard | 4 de 5 estrelas.       |
| NME                     | 4 de 5 estrelas.       |
| Rolling Stone           | 4 de 5 estrelas.       |
| USA Today               | positivo               |
| Pitchfork               | 5.1/10                 |
| Variety                 | 4.5 de 5 estrelas.     |

No Metacritic, que atribui uma avaliação normalizada em 100 a opiniões de críticos dominantes, o álbum recebeu uma pontuação média de 70, o que indica "avaliações favoráveis", baseado em 7 avaliações.
Mark Kennedy da Associated Press fez uma crítica positiva do álbum, elogiando a composição de Mendes e o dueto com Khalid, mas não se impressionou com "Like to Be You", o dueto com a cantora Julia Michaels e "Fallin' All in You" co-escrito com Ed Sheeran e Johnny McDaid. Ilana Kaplan do The Independent deu o álbum 4 de 5 estrelas, elogiando a maturidade de Mendes em relação ao seu álbum anterior: "Com seu último esforço, o cantor de 20 anos vai além de problemas de relacionamentos estereotipados e busca algo mais pessoal." Hannah Mylrea, da NME também elogiou o crescimento de Mendes, chamando seu som inspirado no rock e no funk de "uma nova e brilhante e ousada direção". Maeve McDermott do USA Today destacou "In My Blood" como uma das melhores músicas, dizendo que o álbum "une a inocência, emoção e emoção que é único em ser de 19, sozinho e esperançoso". Em contraste, Brittany Spanos da Rolling Stone chamou "In My Blood" uma das músicas mais fracas do álbum, favorecendo as colaborações com Michaels. Em outra revisão positiva, Jem Aswad da Variety opinou o álbum como um "álbum pop extraordinariamente bem trabalhado que encontra o cantor experimentando estilos diferentes, mostrando seus colaboradores de forma proeminente e fazendo algumas referências flagrantes - ainda assim sua persona se tornou forte o suficiente para que ele nunca seja dominado por nada disso".
Jon Caramanica, do The New York Times, fez uma revisão mista, chamando o álbum de "atraente se não totalmente envolvente, cheio de canções agradavelmente anônimas que sistematicamente obscurecem os talentos de Mendes". Em uma revisão de três estrelas, The Guardian's Laura Snapes opinou que de Mendes "tentativa de desintoxicar masculinidade pop é admirável, mas você é deixado anseio por um pouco de irregular e confuso."

## Performance comercial
"Shawn Mendes" estreou em #3 no Reino Unido, vendendo 23,419 cópias na primeira semana.

## Lista de faixas
Créditos adaptados da loja virtual iTunes.
| N.º            | Título                                         | Compositor(es)                                            | Produtor(es)                              | Duração |  |
| 1.             | "In My Blood"                                  | Shawn Mendes Geoff Warburton Teddy Geiger Scott Harris    | Mendes Geiger                             | 3:31    |  |
| 2.             | "Nervous"                                      | Mendes Julia Michaels Harris                              | Mendes Geiger                             | 2:48    |  |
| 3.             | "Lost in Japan"                                | Mendes Harris Nate Mercereau Geiger                       | Mendes Harris Geiger Mercereau Louis Bell | 3:20    |  |
| 4.             | "Where Were You in the Morning?"               | Mendes Warburton Geiger Harris                            | Mendes Geiger                             | 3:25    |  |
| 5.             | "Like to Be You" (com part. de Julia Michaels) | Mendes Michaels Harris                                    | John Mayer                                | 2:39    |  |
| 6.             | "Fallin' All in You"                           | Mendes Ed Sheeran Johnny McDaid Geiger Harris Fred Gibson | Mendes Geiger                             | 3:55    |  |
| 7.             | "Particular Taste"                             | Mendes Ryan Tedder Zach Skelton                           | Skelton Mendes Geiger                     | 2:55    |  |
| 8.             | "Why"                                          | Mendes Geiger Harris                                      | Mendes Geiger                             |         |  |
| 9.             | "Because I Had You"                            | Mendes Geiger Harris Tedder Skelton                       | Tedder Mendes Geiger                      | 2:22    |  |
| 10.            | "Queen"                                        | Mendes Warburton Geiger Harris                            | Joel Little Geiger                        | 3:24    |  |
| 11.            | "Youth" (com part. de Khalid)                  | Mendes Khalid Warburton Geiger Harris                     | Little Mendes                             | 3:11    |  |
| 12.            | "Mutual"                                       | Mendes Ian Kirkpatrick Warburton Geiger Harris            | Mendes Geiger Kirkpatrick                 | 2:28    |  |
| 13.            | "Perfectly Wrong"                              | Mendes Warburton Geiger Harris                            | Mendes Geiger                             | 3:32    |  |
| 14.            | "When You're Ready"                            | Mendes Warburton Geiger Amy Allen Harris                  | Mendes Geiger                             | 2:48    |  |
| 15.            | "In My Blood [Acoustic]"                       | Shawn Mendes Geoff Warburton Teddy Geiger Scott Harris    | Zubin Thakkar                             | 3:32    |  |
| 16.            | "Youth [Acoustic]" (com part. de Khalid)       | Mendes Khalid Warburton Geiger Harris                     | Little Mendes                             | 3:09    |  |
| Duração total: | Duração total:                                 | Duração total:                                            | Duração total:                            | 50:49   |  |

| Edição deluxe  |                                                | |                                     |         |  |
| N.º            | Título                                         | Compositor(es) | Produtor(es)                        | Duração |  |
| 1.             | "Señorita" (com Camila Cabello)                | Mendes; Cabello; Charlotte Aitchison; Alexandra Tamposi; Jack Patterson; Andrew Wotman; Benjamin Levin; Magnus August Hoiberg | Watt; Benny Blanco; Cashmere Cat    | 3:10    |  |
| 2.             | "Lost in Japan"                                | Mendes; Geiger; Harris; Nathaniel Mercereau                                                                                   | Geiger; Mendes; Nate Mercereau      | 3:21    |  |
| 3.             | "If I Can't Have You"                          | Mendes; Geiger; Harris; Nathaniel Mercereau                                                                                   | Geiger; Mendes; Mercereau; Ojivolta | 3:10    |  |
| 4.             | "In My Blood"                                  | Mendes; Geiger; Harris; Warburton                                                                                             | Geiger; Mendes                      | 3:31    |  |
| 5.             | "Fallin' All in You"                           | Mendes; Sheeran; McDaid; Gibson; Harris; Geiger                                                                               | Geiger; Mendes                      | 3:55    |  |
| 6.             | "Where Were You in the Morning?"               | Mendes; Geiger; Harris; Warburton                                                                                             | Geiger; Mendes                      | 3:20    |  |
| 7.             | "Nervous"                                      | Mendes; Harris; Michaels | Geiger; Mendes                      | 2:44    |  |
| 8.             | "Like to Be You" (participação Julia Michaels) | Mendes; Michaels; Harris | Mayer                               | 2:39    |  |
| 9.             | "Particular Taste"                             | Mendes; Tedder; Zach Skelton                                                                                                  | Tedder; Skelton; Mendes             | 2:55    |  |
| 10.            | "Because I Had You"                            | Mendes; Geiger; Tedder; Harris; Skelton                                                                                       | Geiger; Mendes; Tedder              | 2:22    |  |
| 11.            | "Why"                                          | Mendes; Geiger; Harris | Geiger; Mendes                      | 3:58    |  |
| 12.            | "Youth" (participação Khalid)                  | Mendes; Robinson; Harris; Warburton; Geiger;                                                                                  | Little; Mendes                      | 3:10    |  |
| 13.            | "Perfectly Wrong"                              | Mendes; Geiger; Harris; Warburton;                                                                                            | Geiger; Mendes                      | 3:32    |  |
| 14.            | "Mutual"                                       | Mendes; Geiger; Warburton; Harris; Kirkpatrick;                                                                               | Geiger; Mendes; Kirkpatrick;        | 2:28    |  |
| 15.            | "Queen"                                        | Mendes; Geiger; Harris; Warburton;                                                                                            | Little; Geiger;                     | 3:24    |  |
| 16.            | "When You're Ready"                            | Mendes; Harris; Amy Allen; Warburton; Geiger                                                                                  | Geiger; Mendes                      | 2:49    |  |
| Duração total: | Duração total:                                 | Duração total: | Duração total:                      | 50:28   |  |

## Desempenho

### Posições
| Paradas Musicais               | Melhor Posição |
| ------------------------------ | -------------- |
| Alemanha (BVMI)                | 3              |
| Austrália (ARIA)               | 1              |
| Bélgica (Ultratop Flanders)    | 1              |
| Bélgica (Ultratop Wallonia)    | 4              |
| Canadá (Canadian Albums Chart) | 1              |
| Escócia (OCC)                  | 4              |
| Estados Unidos (Billboard 200) | 1              |
| Irlanda (IRMA)                 | 2              |
| Itália (FIMI)                  | 2              |
| Noruega (VG-lista)             | 2              |
| Nova Zelândia (RMNZ)           | 2              |
| Países Baixos (MegaCharts)     | 1              |
| Reino Unido (OCC)              | 3              |
| Suécia (Sverigetopplistan)     | 5              |
| Taiwan (Five Music)            | 1              |

## Histórico de lançamento
| País   | Data               | Formato                       | Gravadora |
| ------ | ------------------ | ----------------------------- | --------- |
| Vários | 25 de maio de 2018 | CD download digital streaming | Island    |